# The Dissent of Man
The Dissent of Man – piętnasty studyjny album punk-rockowego zespołu Bad Religion. Album wydany został przez wytwórnię Epitaph Records 28 września 2010 roku. W tym samym roku zespół obchodził też 30-lecie swojej działalności.
Tytuł albumu to gra słów pomiędzy wyrazem dissent, oznaczającym "bunt", "rozłam", "odstępstwo od religii", "różnicę zdań", oraz wymawianym identycznie descent, nawiązującym do dzieła Karola Darwina: The Descent of Man, and Selection in Relation to Sex (O pochodzeniu człowieka i doborze w odniesieniu do płci).

## Lista utworów
- 01. The Day That the Earth Stalled
- 02. Only Rain
- 03. The Resist Stance
- 04. Won't Somebody
- 05. The Devil in Stitches
- 06. Pride and the Pallor
- 07. Wrong Way Kids
- 08. Meeting of the Minds
- 09. Someone to Believe
- 10. Avalon
- 11. Cyanide
- 12. Turn Your Back on Me
- 13. Ad Hominem
- 14. Where the Fun Is
- 15. I Won't Say Anything

Bonusy:
- 16. Finite (wydanie japońskie)
- 17. Best for You (live)
- 18. Pessimistic Lines (live)
- 19. How Much Is Enough? (live)
- 20. Generator (live)